# Bagan Barat
Bagan Barat is een bestuurslaag in het regentschap Rokan Hilir van de provincie Riau, Indonesië. Bagan Barat telt 13.576 inwoners (volkstelling 2010).